# Compton—Frontenac
Pour les articles homonymes, voir Compton et Frontenac.
Compton-Frontenac fut une circonscription électorale fédérale située en Estrie au Québec. Elle fut représentée de 1949 à 1966.
La circonscription a été créée en 1947 avec des parties de Compton, Mégantic—Frontenac et de Stanstead. Elle fut abolie en 1966 et redistribuée parmi les circonscriptions de Compton et de Beauce.

## Géographie
La circonscription de Compton-Frontenac comprenait:
- Les villes de Cookshire, East Angus et de Scotstown
- Les municipalités de Compton et Waterville
- Les municipalités de Chesham, Ditchfield et Spaulding, Gayhurst, Gayhurst Sud-Est, Marston South, Saint-Augustin-de-Woburn, Sainte-Cécile-de-Whitton, Saint-Hubert-de-Spaulding, Saint-Léon-de-Marston, Saint-Sébastien, Winslow North, Winslow South et Mégantic
- Le village de Saint-Herménégilde

## Députés
1. 1949-1958 — Joseph-Adéodat Blanchette, PLC
2. 1958-1962 — George McClellan Stearns, PC
3. 1962-1968 — Henry Latulippe, CS

- CS  = Parti Crédit social
- PC  = Parti progressiste-conservateur
- PLC = Parti libéral du Canada
- ¹   = Élection partielle